# پولیانووو (استان بورگاس)
پولیانووو (به بلغاری: Polyanovo) یک منطقهٔ مسکونی در بلغارستان است که در آیتوس واقع شده‌است.